# Punch block

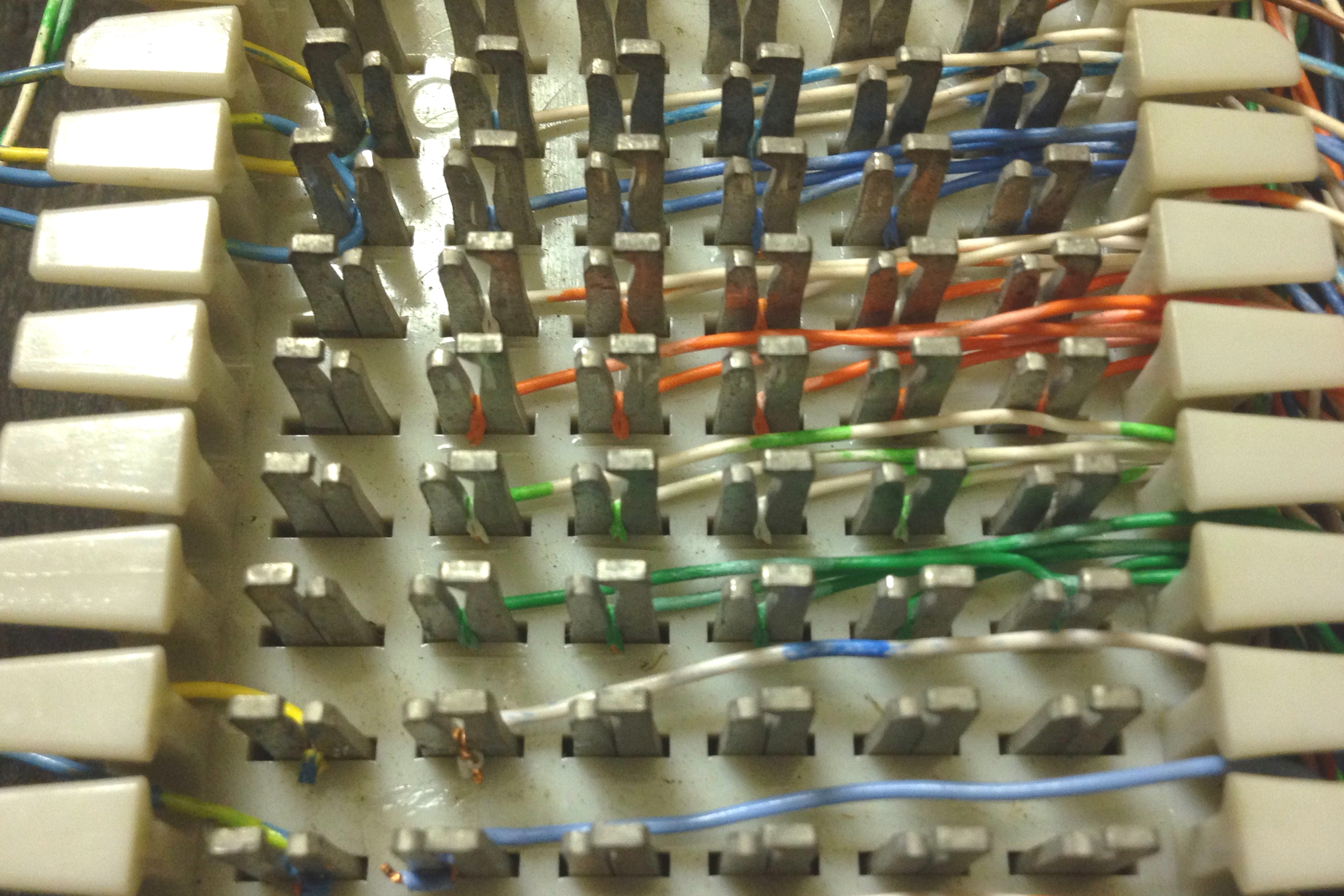
Detalls de com es connecten els cables als clips del bloc 66

Un punch block, o punchblock és un tipus de connexió elèctrica utilitzat en telefonia. Es nomena d'aquesta manera a causa que els cables de coure sòlid es connecten a ranures curtes amb un so similar a l'onomatopeia "punch". Aquestes ranures són conegudes com a connectors de desplaçament d'aïllament i generalment estan col·locades a l'ample d'una barra plàstica aïllant. Contenen un parell de navalles metàl·liques que tallen l'aïllant del cable a mesura que s'insereix en la ranura. Així mateix, aquestes navalles mantenen al cable en posició i fan contacte elèctric amb ell.

## Punch tool

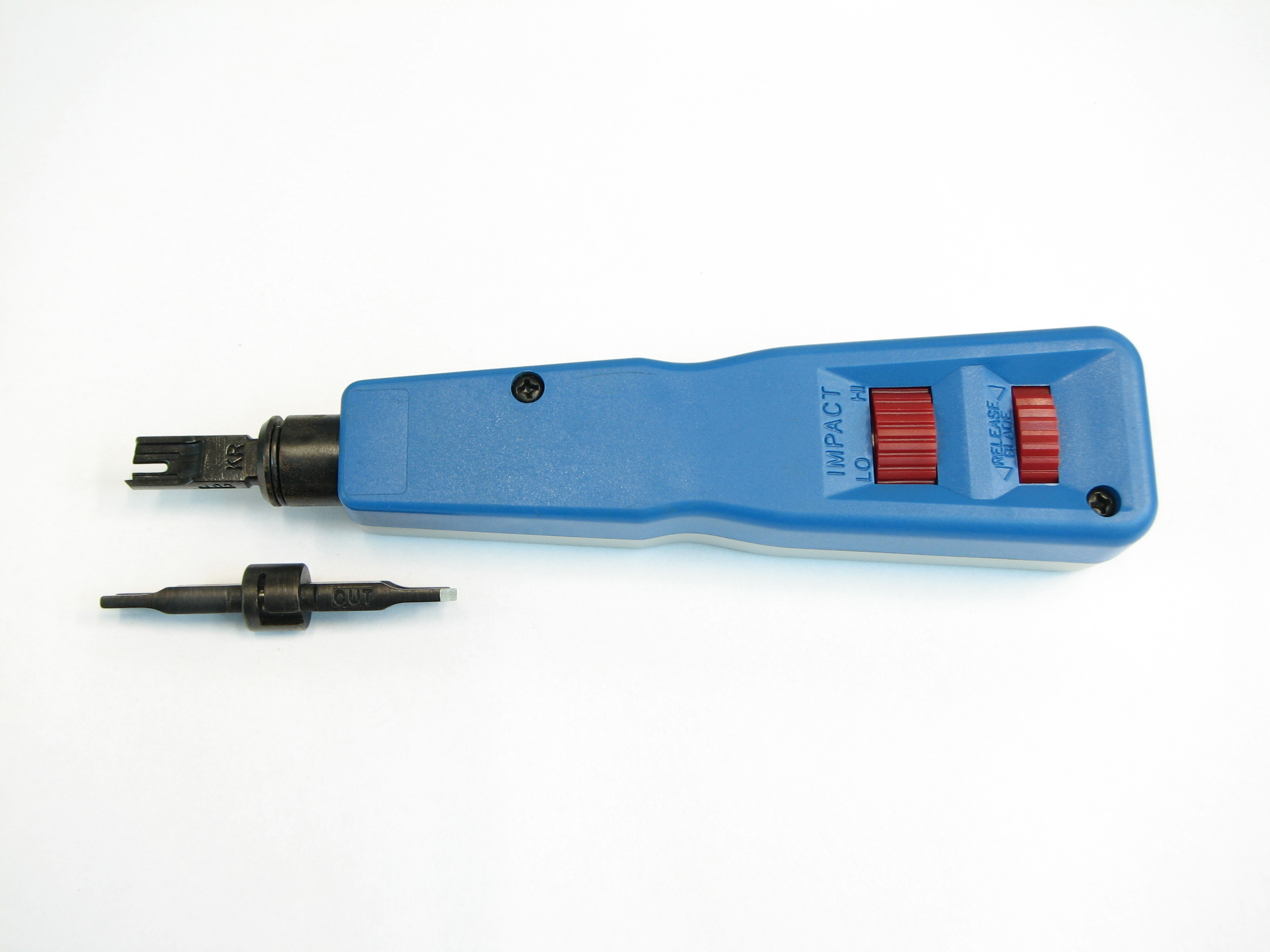
Punch-down tool

Una eina anomenada punch tool en anglès (eina de punxar) és utilitzada per inserir el cable ferm i pròpiament dins de la ranura. Algunes eines tallaran l'excés de cable.
Els punch blocks són molt ràpids i senzills per connectar alambrados, doncs no es lleva l'aïllant dels cables de forma manual i no hi ha cargols que afluixar o estrènyer. Els punch blocks s'utilitzen sovint com a panells de connexions o breakout boxes per PBX o altres sistemes de telefonia commutada amb connectors RJ-21 de 21 pines. Ocasionalment s'utilitzen en altres aplicacions de reproducció d'àudio, com en patch panels reconfigurables.

## Imatges

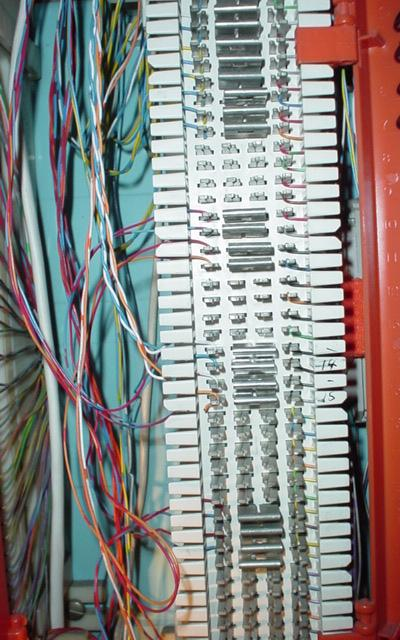
Un bloc 50 m amb clips.
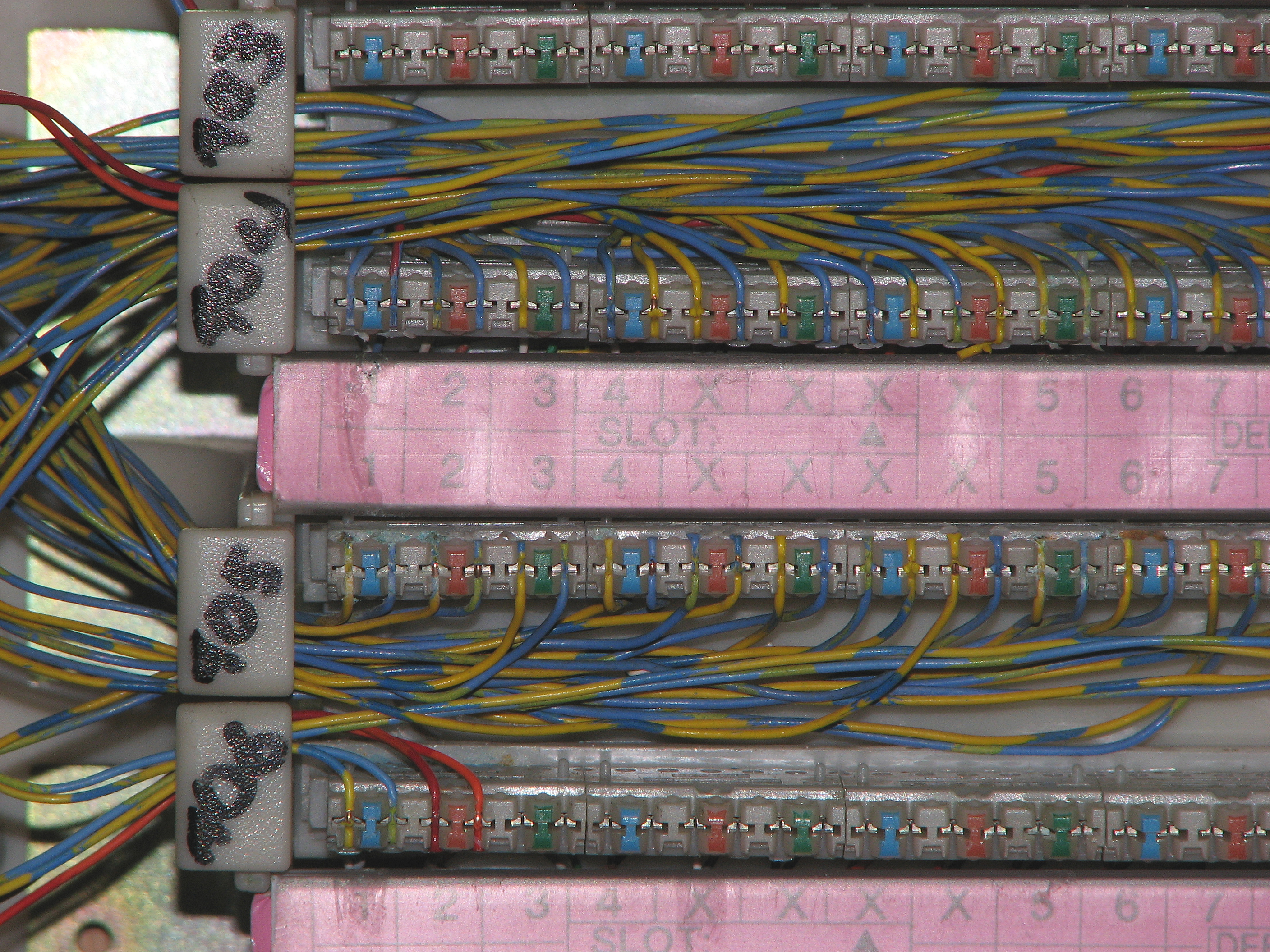
Un punch block 110.
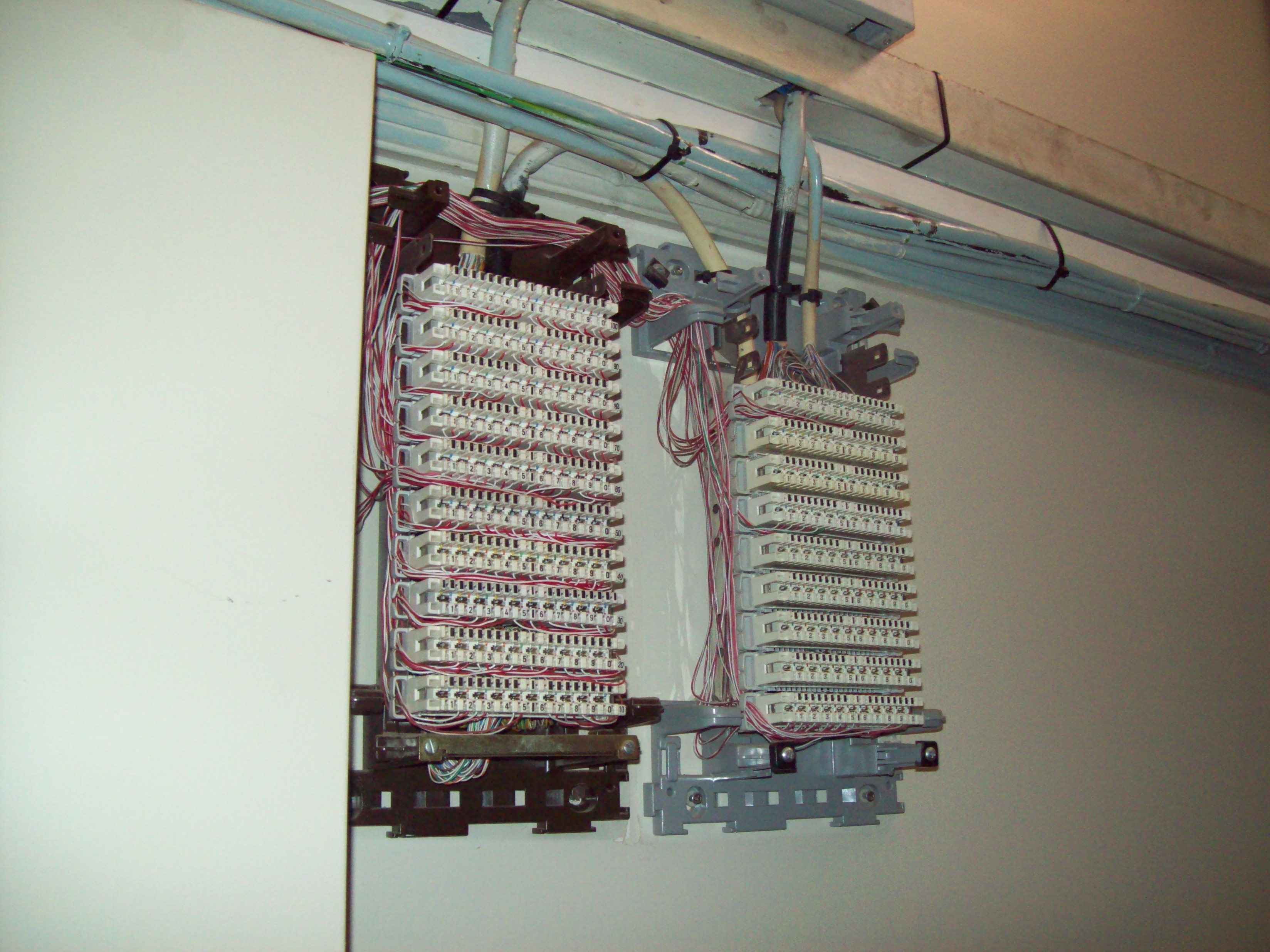
Krone blocks